# Pittsburgh Zoo & Aquarium
Koordinaten: 40° 29′ 2″ N, 79° 55′ 5″ W
Der als Pittsburgh Zoo & Aquarium bezeichnete Freizeitpark, zuweilen auch lediglich Pittsburgh Zoo genannt, liegt in Pittsburgh im US-Bundesstaat Pennsylvania und wurde 1898 als Highland Park Zoo eröffnet. Im Januar 1994 wurde der Pittsburgh Zoo in eine private gemeinnützige Organisation (non-profit organization) überführt, die der Zoological Society of Pittsburgh gehört und von ihr betrieben wird. Der Pittsburgh Zoo ist bestrebt, positive und dauernde Verbindungen zwischen Tieren und Menschen zu fördern. Seine Exponate, Bildungsprogramme oder die Beteiligung an vielen Naturschutzprojekten haben zum Ziel, eine Vernetzung von Mensch und Tier sicherzustellen, sodass alles Leben auf der Erde ein geeignetes Heim und ungestörtes Nebeneinander finden kann. Die Mitgliedschaft des Zoos in der Association of Zoos and Aquariums (AZA) wurde 2015 beendet, da es unterschiedliche Auffassungen bezüglich der Haltung von Elefanten gab.

## Tierbestand im Zoo und Anlagenkonzept
Die Gestaltung der Anlagen ist darauf ausgerichtet, Tiere in Gruppen und geografisch passenden Artengemeinschaften zu zeigen und zu züchten. Dazu ist der Zoo in Sektionen aufgeteilt, die beispielsweise Tiere aus Afrika (African Savanna), vorwiegend Großkatzen und Tiere aus Asien (Forest Passage) oder aus Küstengebieten und arktischen Regionen (The Islangs), (Water's Edge) zusammenfassen. In der Jungle Odyssey können Tiere des Regenwaldes besichtigt werden. Das Kid's Kingdom ist speziell für Kinder angelegt, enthält ein Informationszentrum, einen Streichelzoo und zeigt überwiegend heimische Tiere.  Nachfolgende Bilder zeigen Tiere einiger ausgewählten Arten aus den Sektionen African Savanna und Forest Passage, die im Zoo schon erfolgreich für Nachwuchs gesorgt hatten.
Der hier gehaltene und 1963 gestorbene Python Colossus erregte aufgrund seiner Größe und seines Alters besonderes Aufsehen.

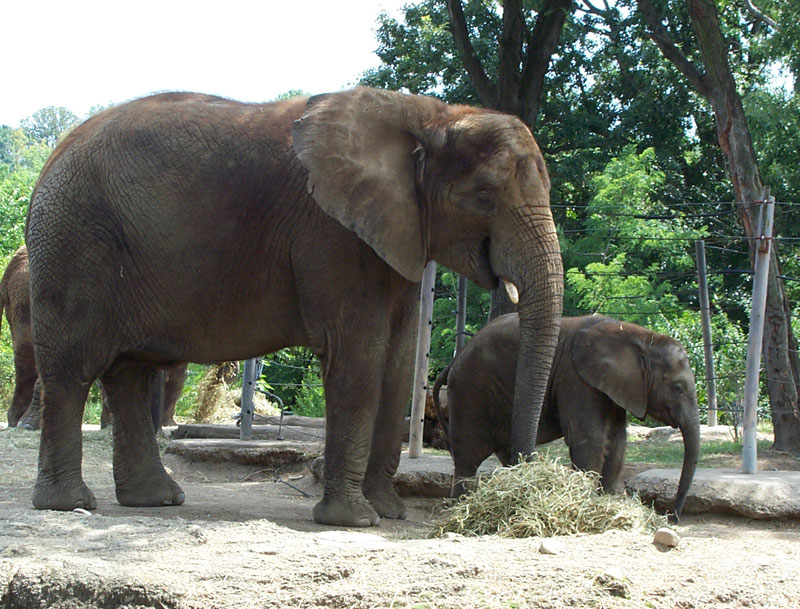
Afrikanischer Elefant mit Jungtier
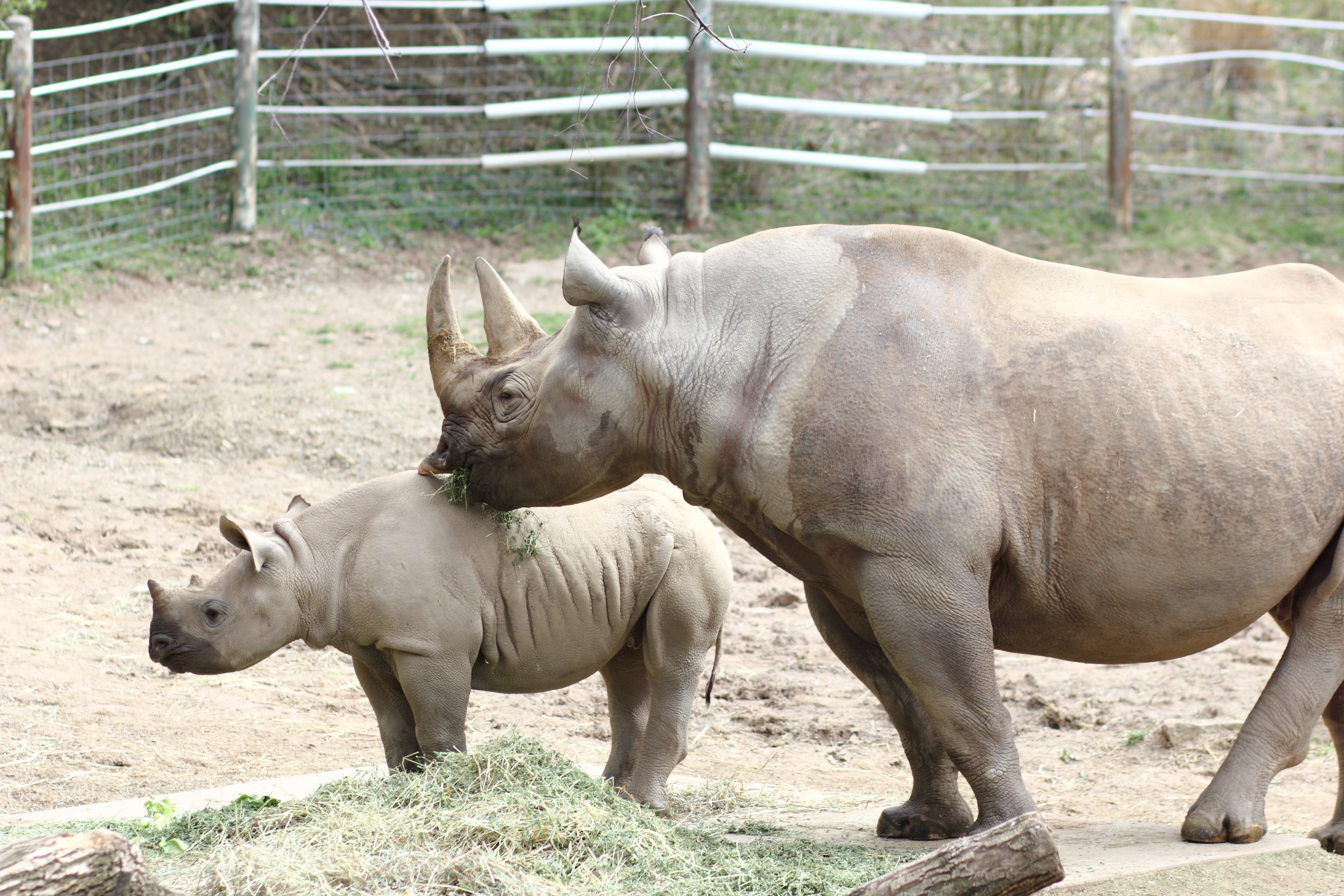
Spitzmaulnashorn mit Jungtier
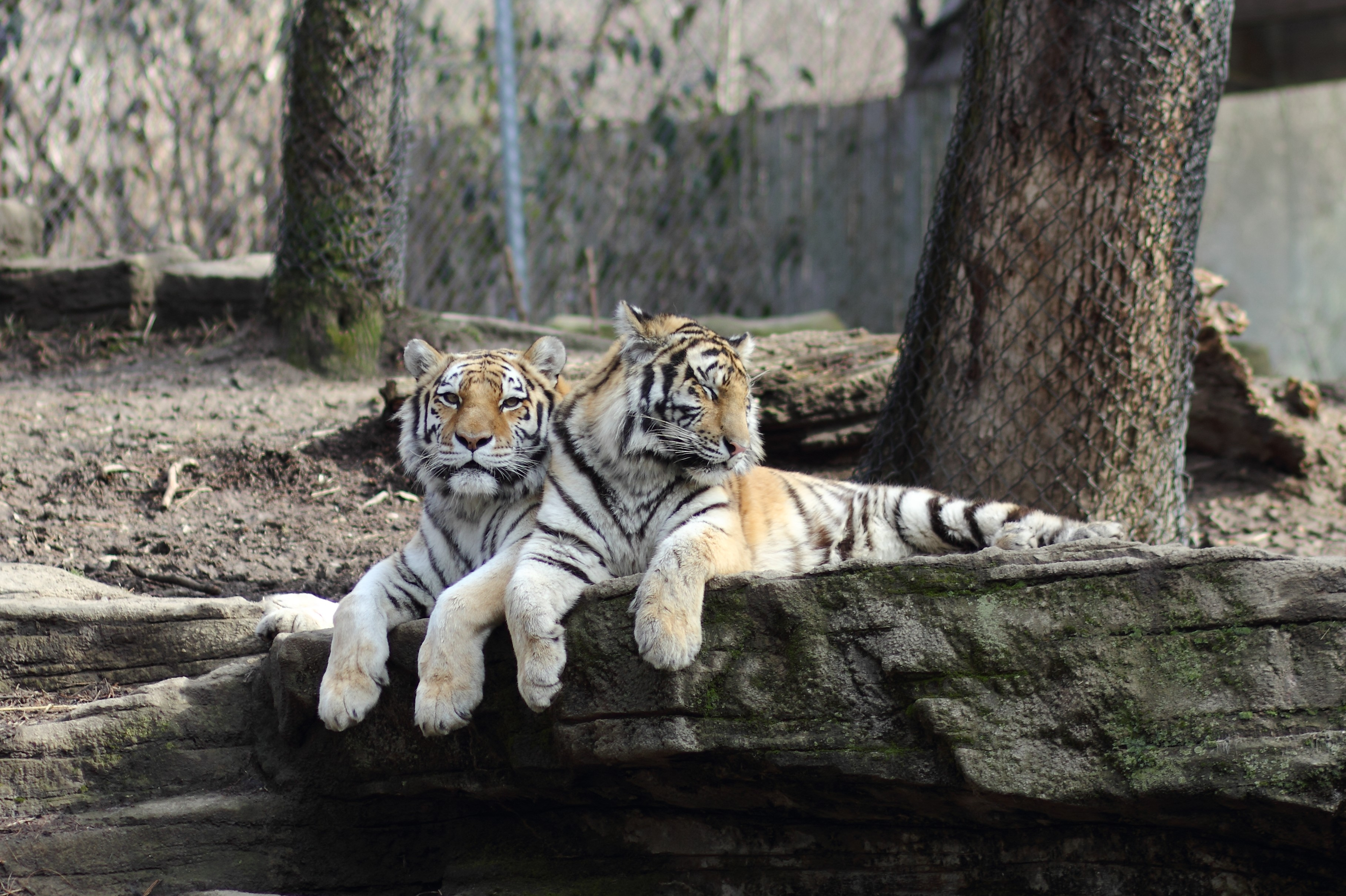
Sibirisches Tigerpaar
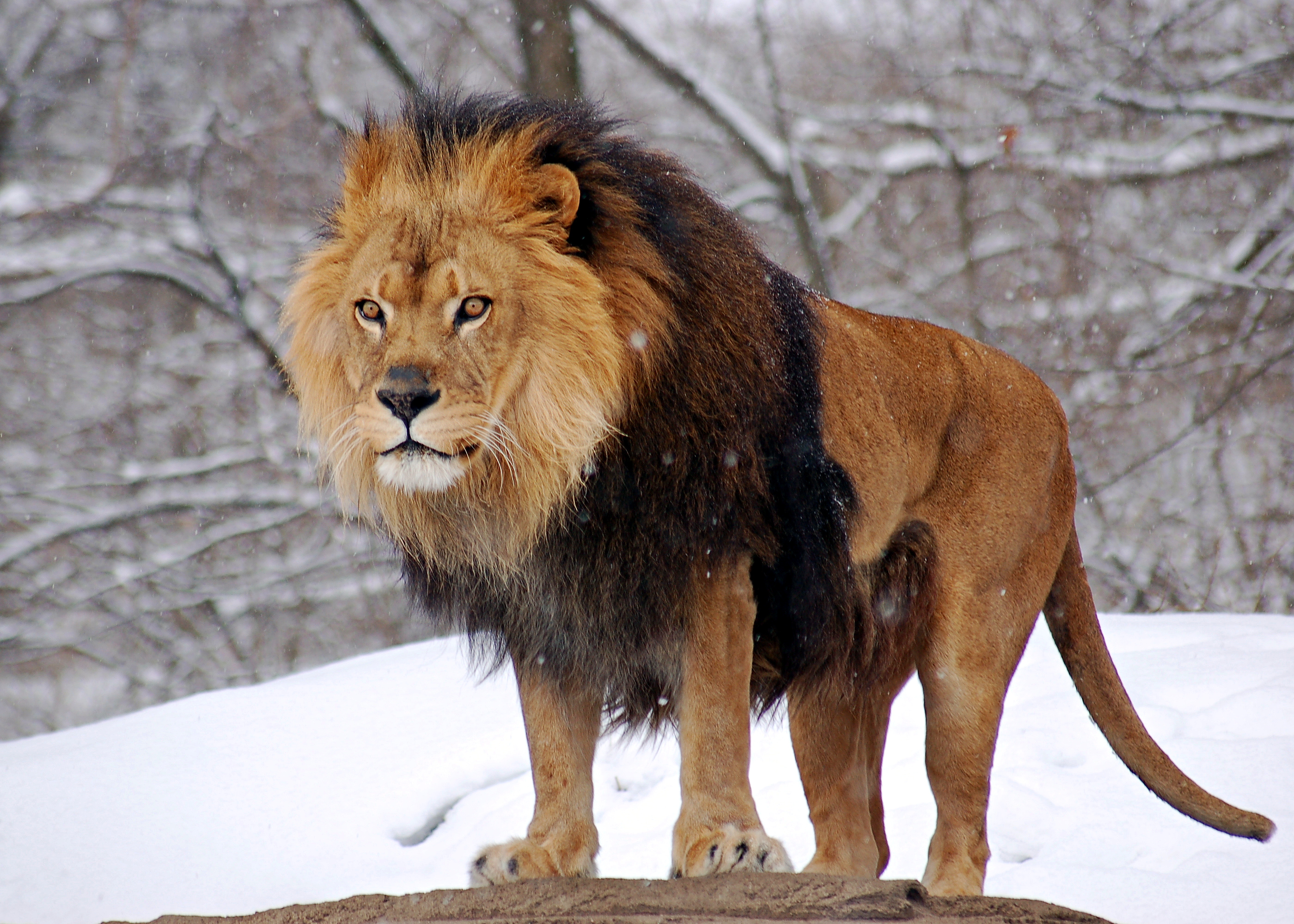
Löwenmännchen

Spezielle Anlagen wurden für Primaten im Tropical Forest eingerichtet, der 1991 eröffnet wurde. Dabei handelt es sich um ein ausgedehntes Gelände mit Innen- und Außenanlagen, in denen 16 Primatenarten unterkommen können. Das Areal ist außerdem mit mehr als 150 Arten tropischer Pflanzen ausgestattet. Nachfolgende Bilder zeigen einige ausgewählte Primatenarten.

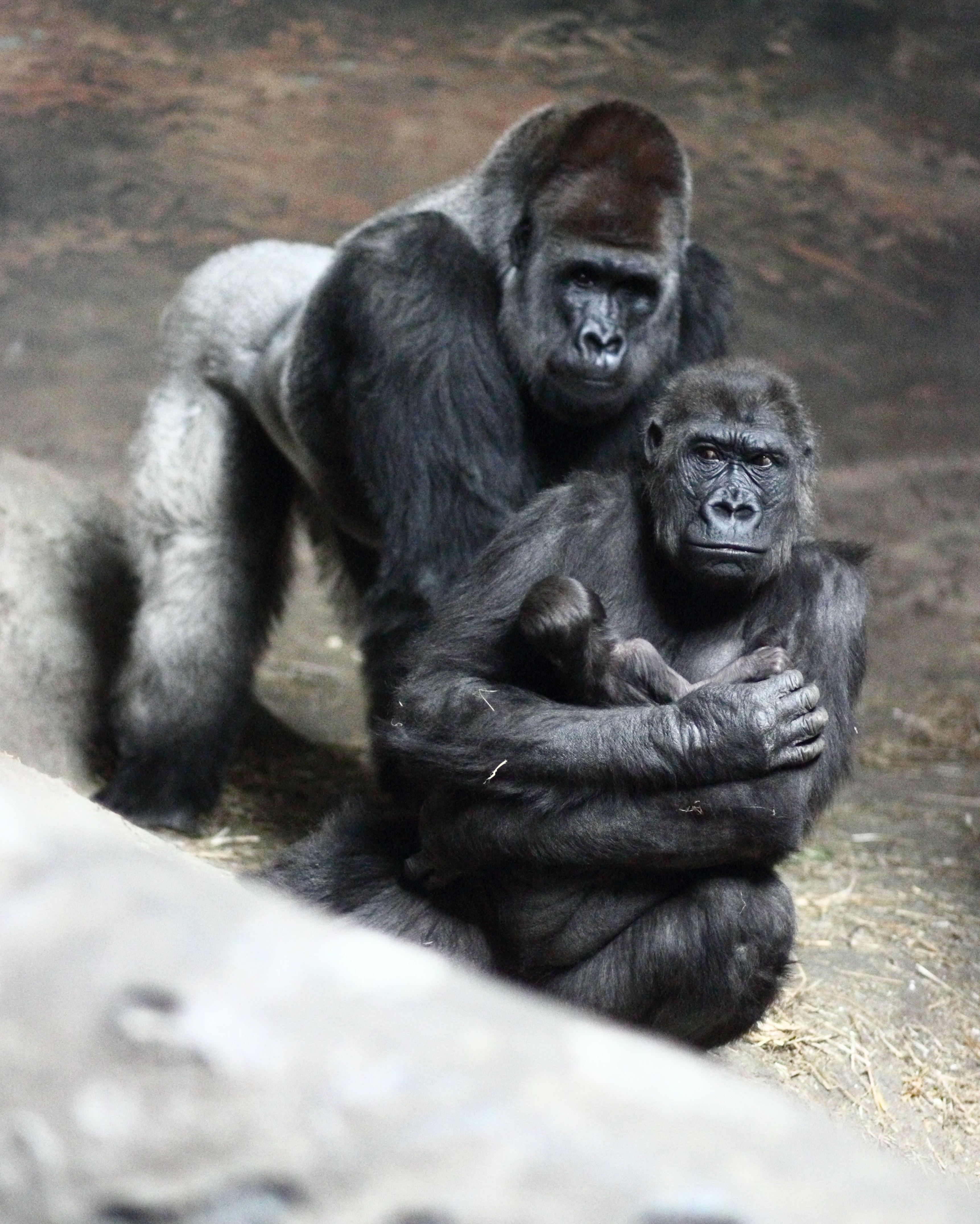
Gorillafamilie
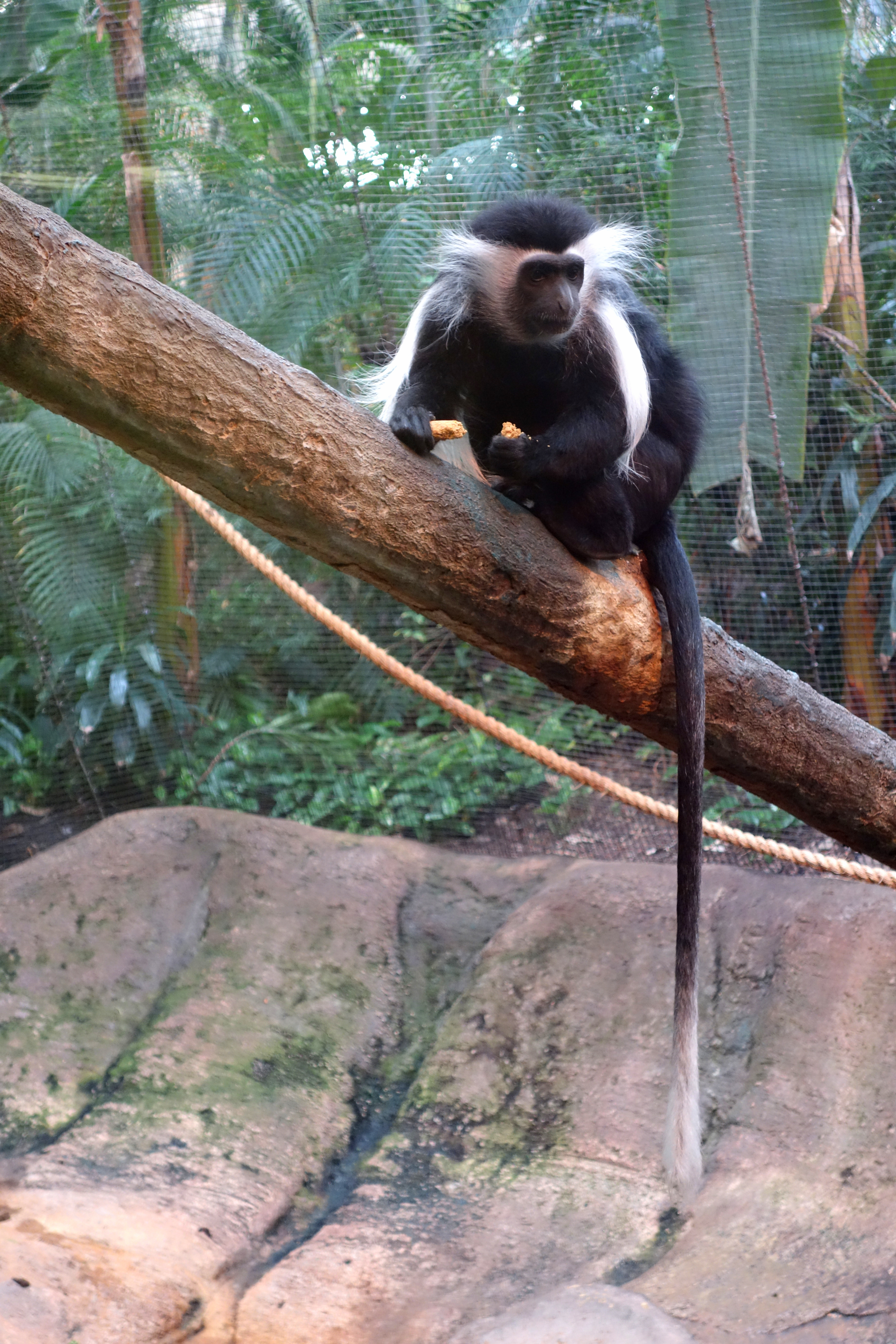
Angola-Stummelaffe
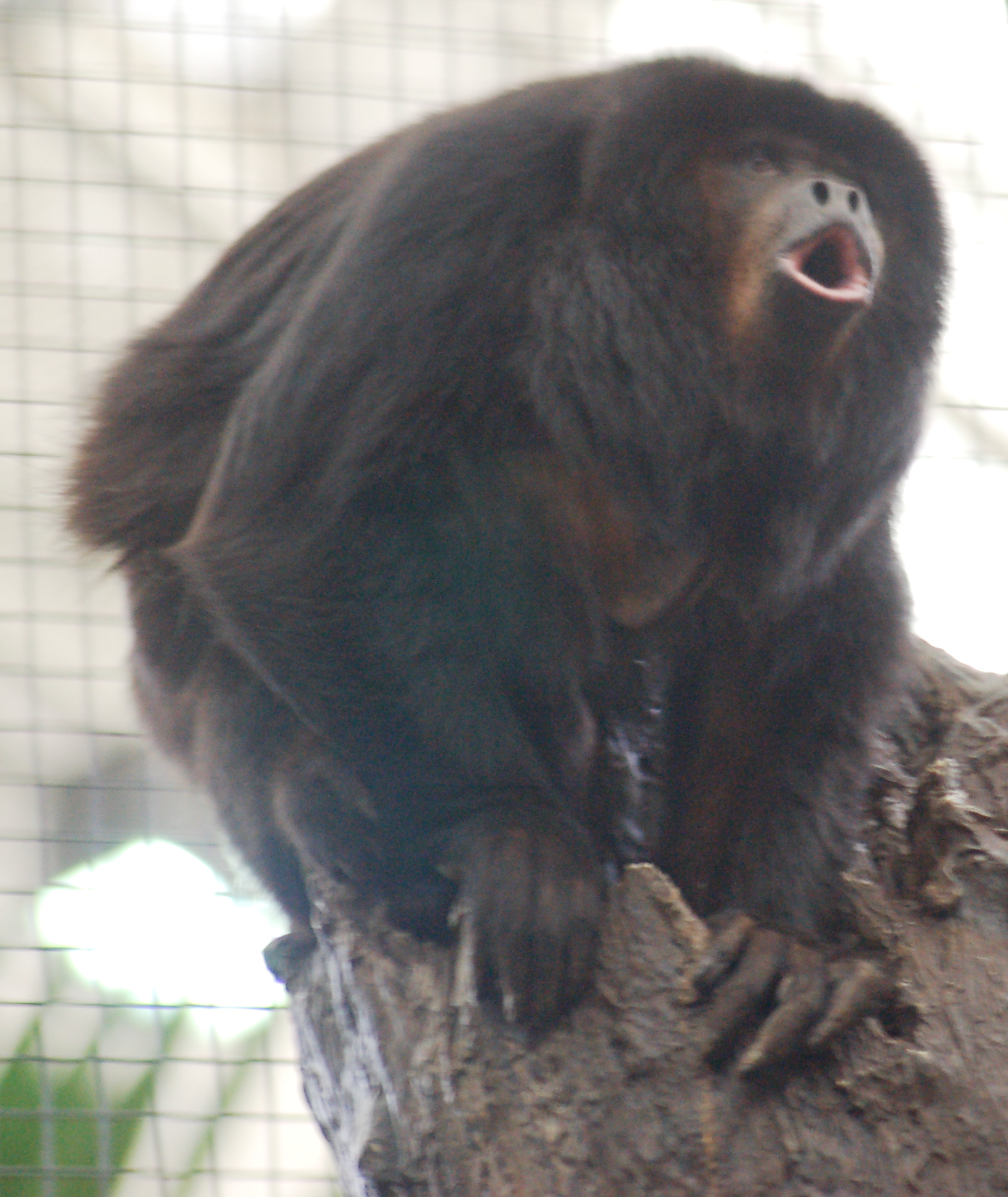
Schwarzer Brüllaffe
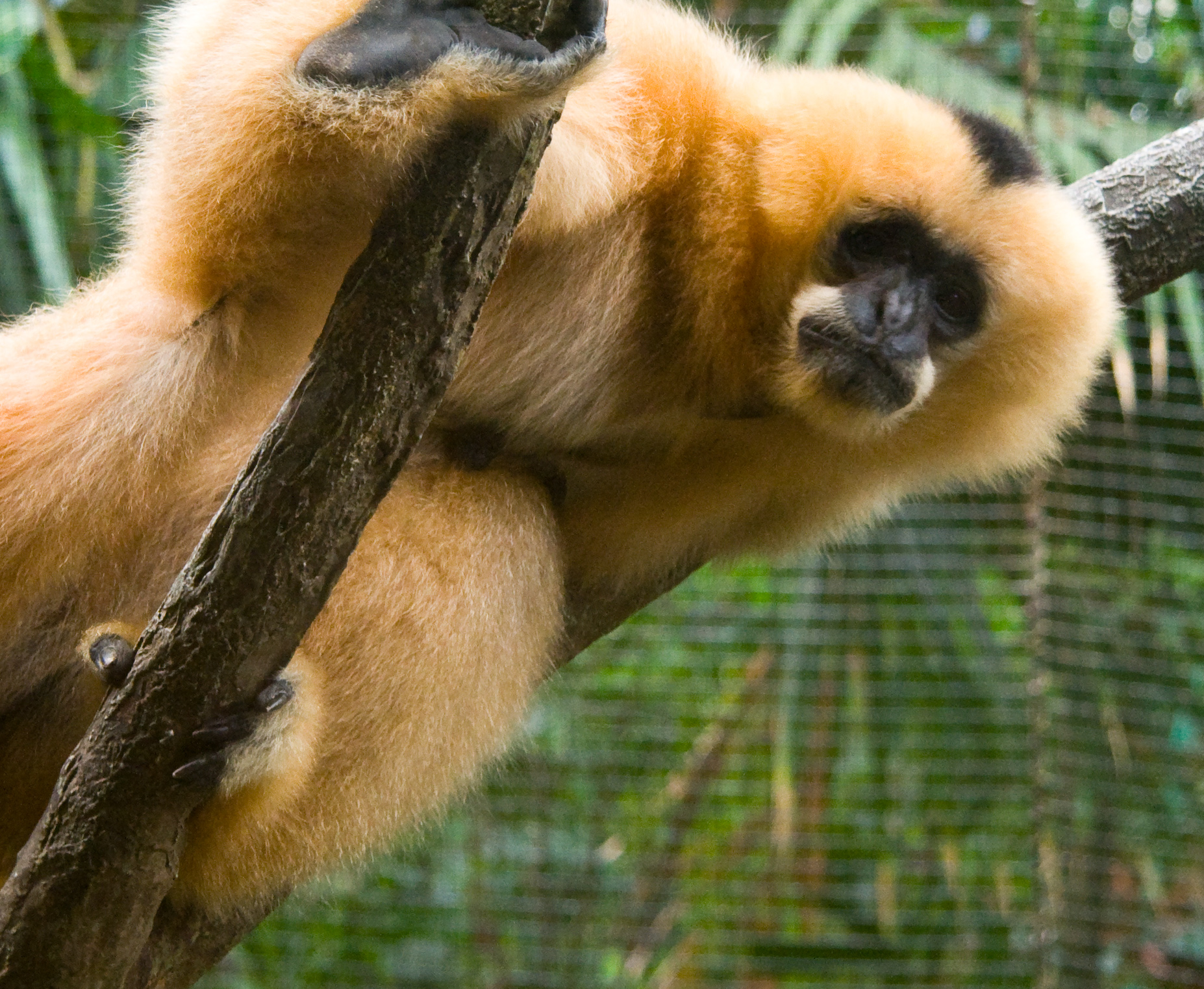
Nördlicher Weißwangen-Schopfgibbon, Weibchen
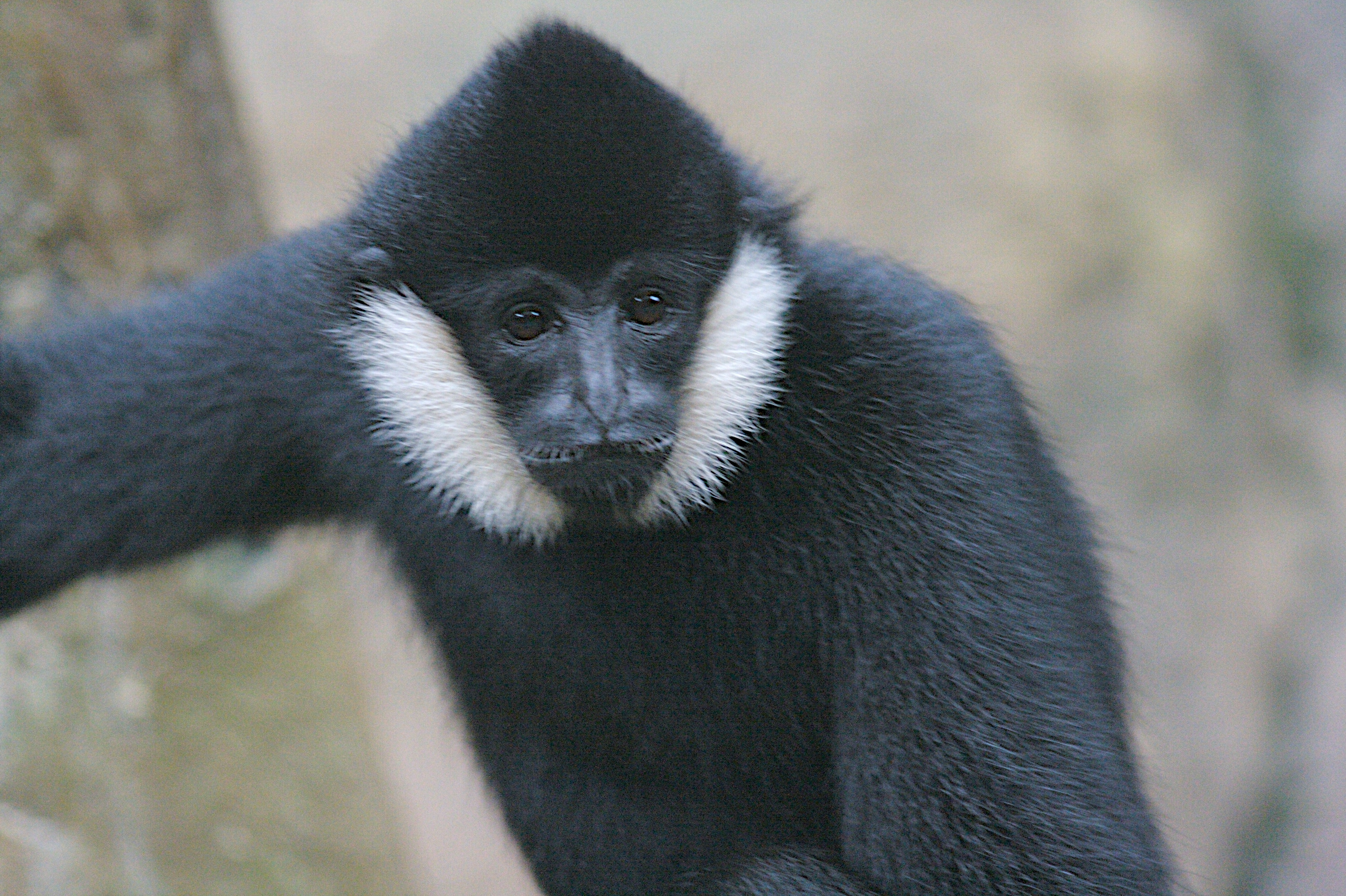
Nördlicher Weißwangen-Schopfgibbon, Männchen
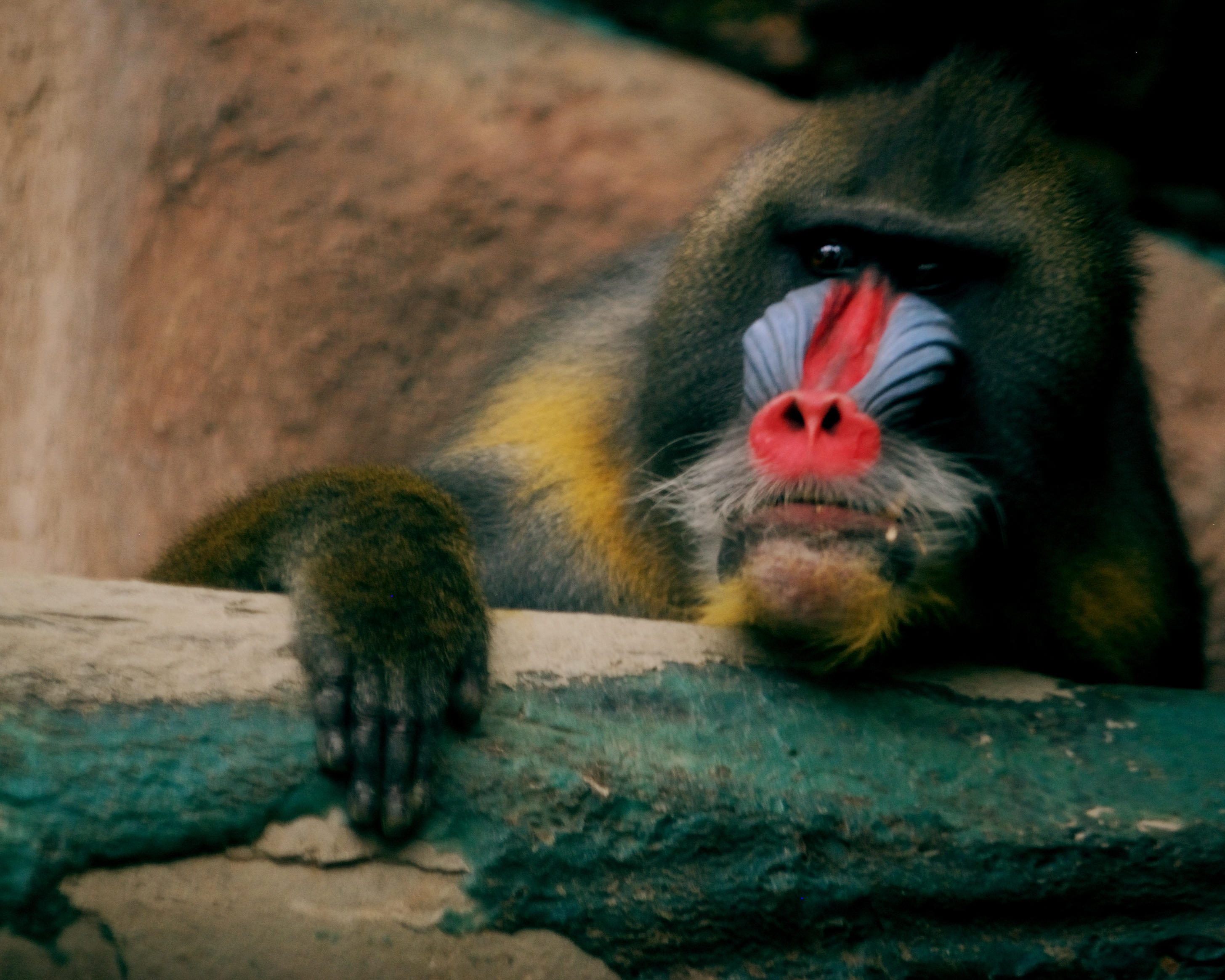
Mandrill

## Aquarium
Das Aquarium wurde 1967 unter dem Namen AquaZoo gebaut. Es war damals das erste Aquarium in Pennsylvania und das zweitgrößte des Landes. Im Jahr 2000 wurde es  renoviert und ist nun ein großes, zweistöckiges Aquarium, das mehrere aquatische Lebensräume bietet. Das Thema des Aquariums ist die „Vielfalt des Wassers“ (Diversity of Water) und es enthält mehrere Exponate, die verschiedene marine Ökosysteme, darunter ein tropisches Regenwald-Gewässer, in dem Arapaimas und Piranhas leben, sowie eine Pennsylvania-Ausstellung, die Fische und aquatische Wildtiere des Allegheny River zeigt. Weitere Sektionen enthalten eine ausgedehnte Pinguin-Anlage, ein nachgebildetes Korallenriff sowie einen Bereich mit Fischen der Ozeane. Nachfolgend sind einige ausgewählten Arten aus dem Aquarium gezeigt.

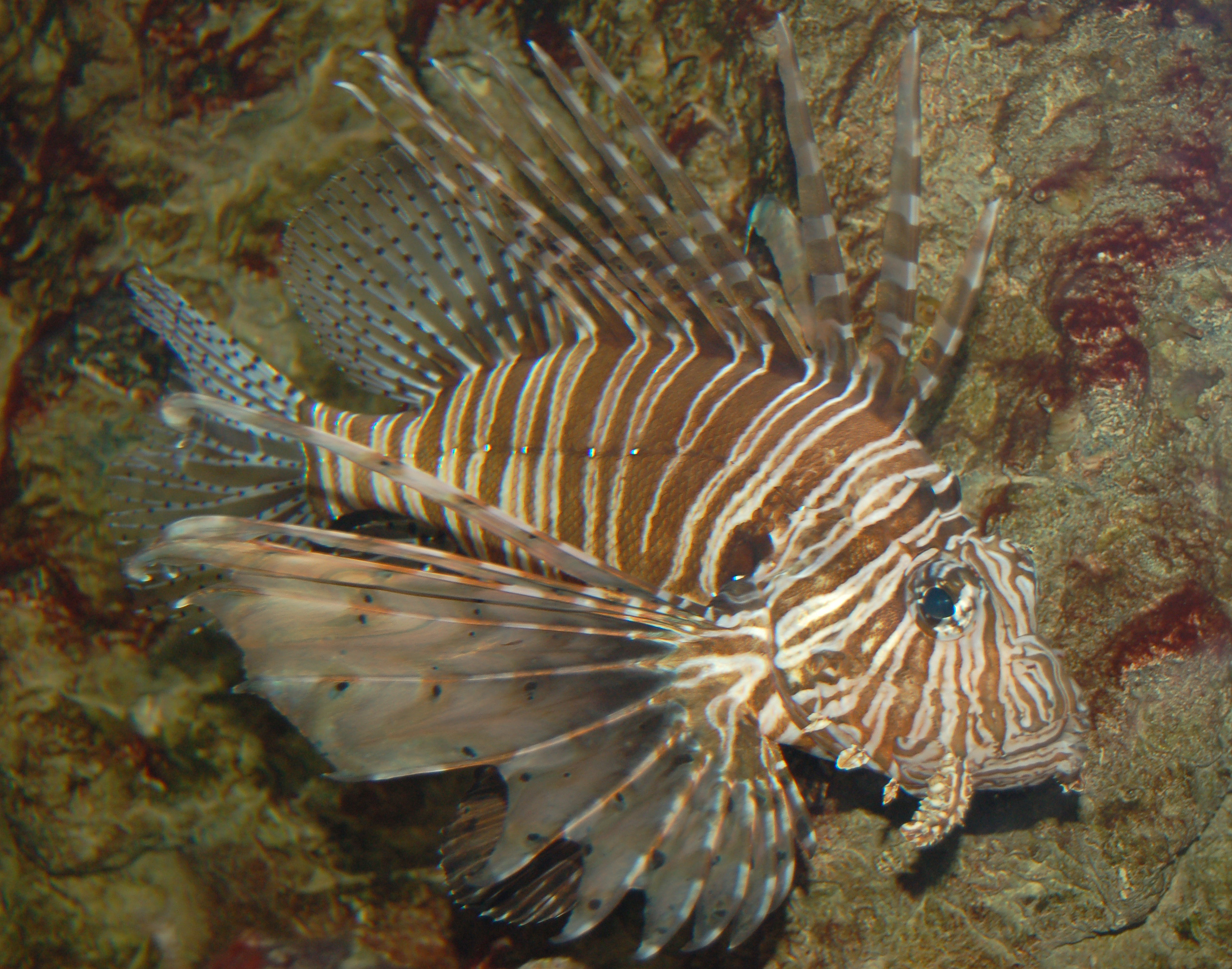
Pazifischer Rotfeuerfisch
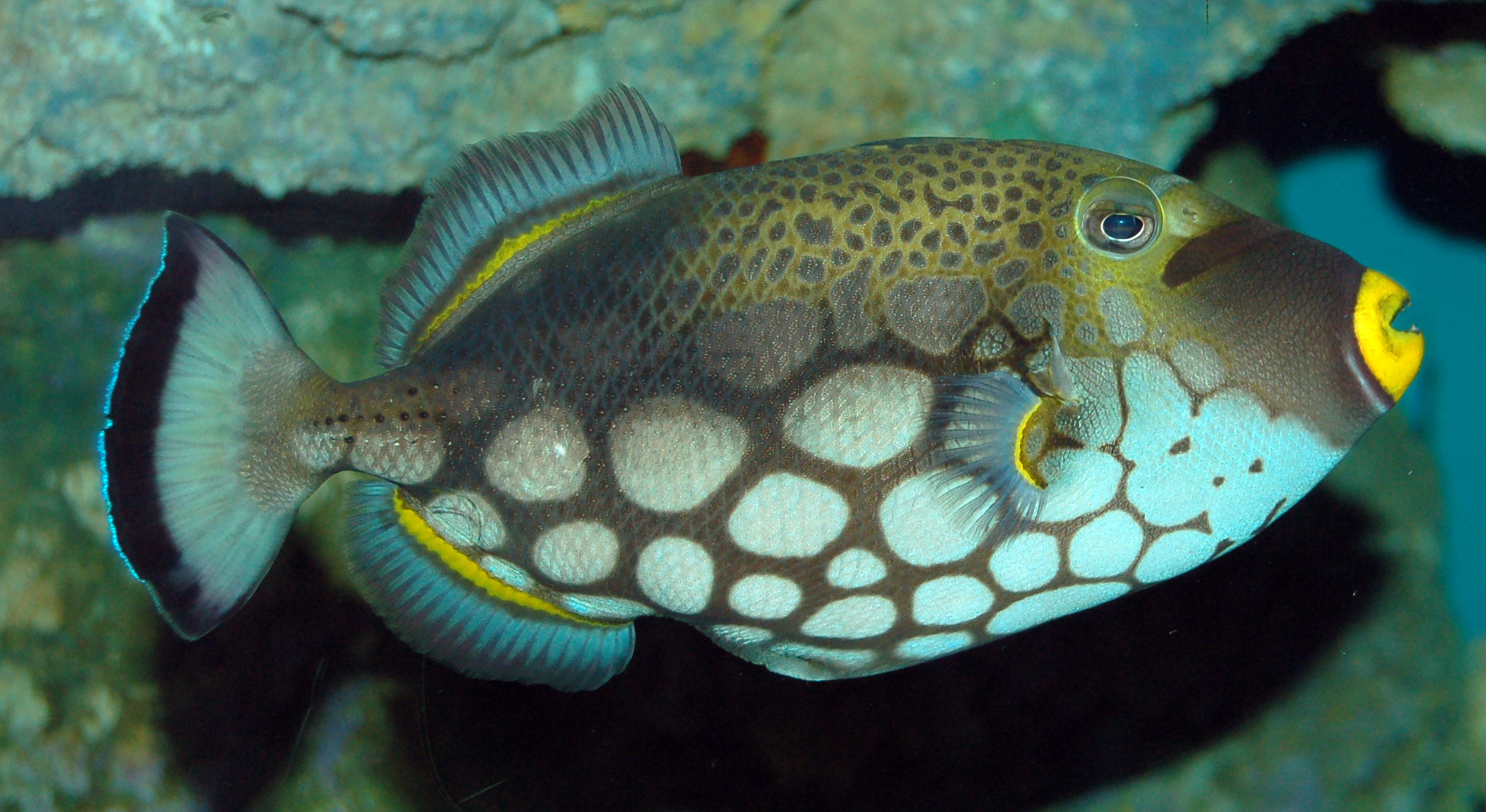
Leopard-Drückerfisch
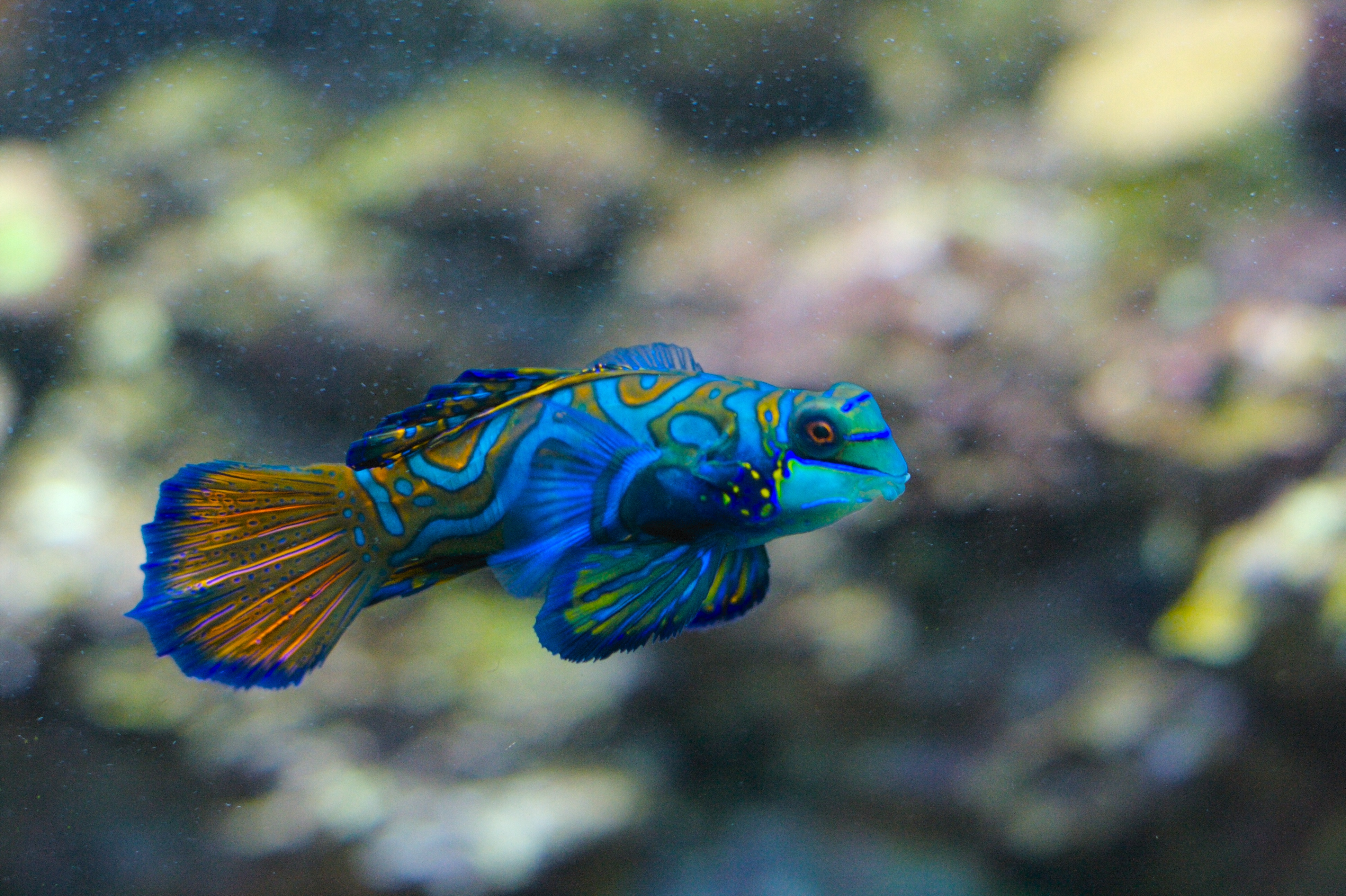
Mandarinfisch
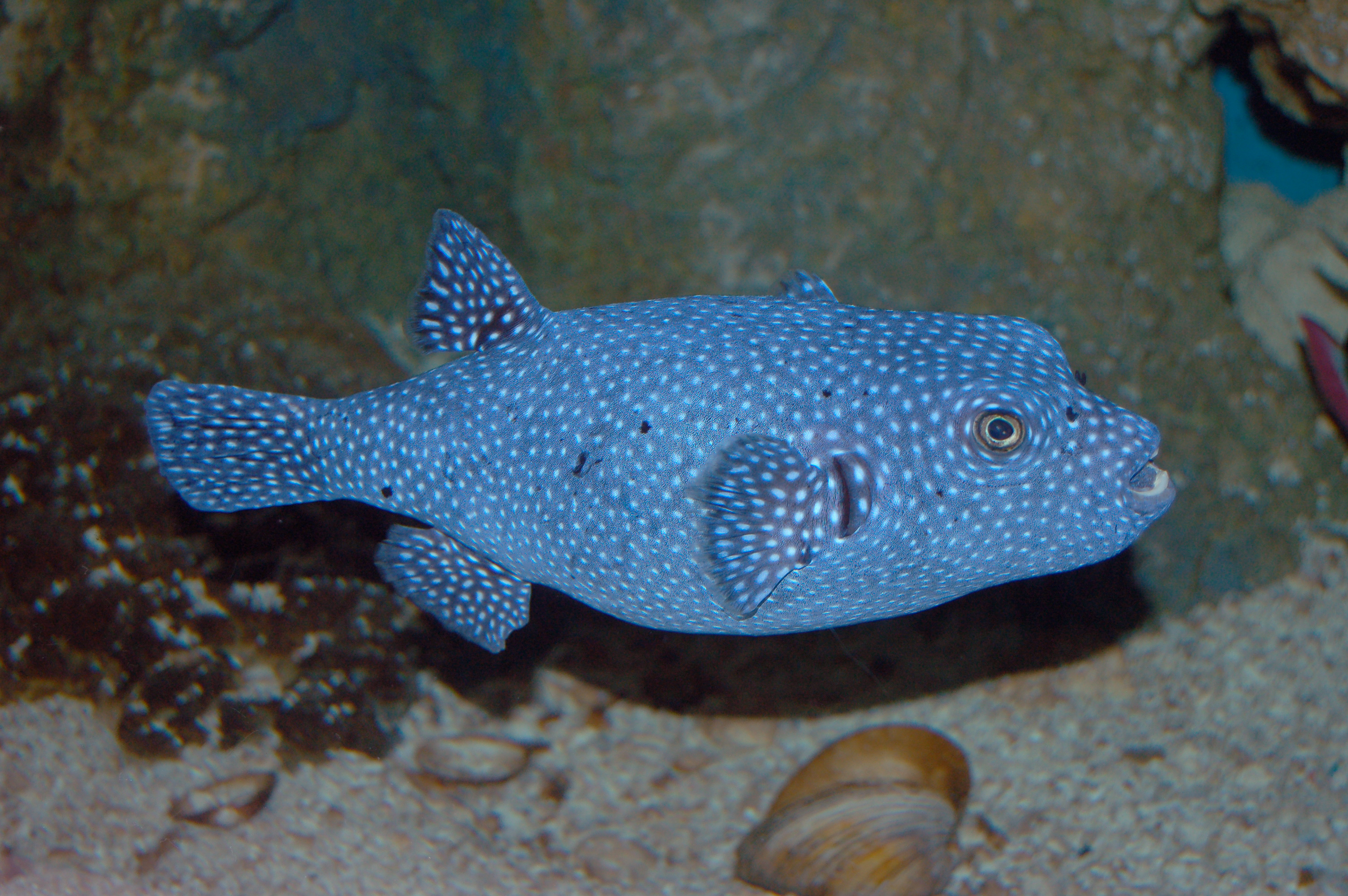
Perlhuhn-Kugelfisch
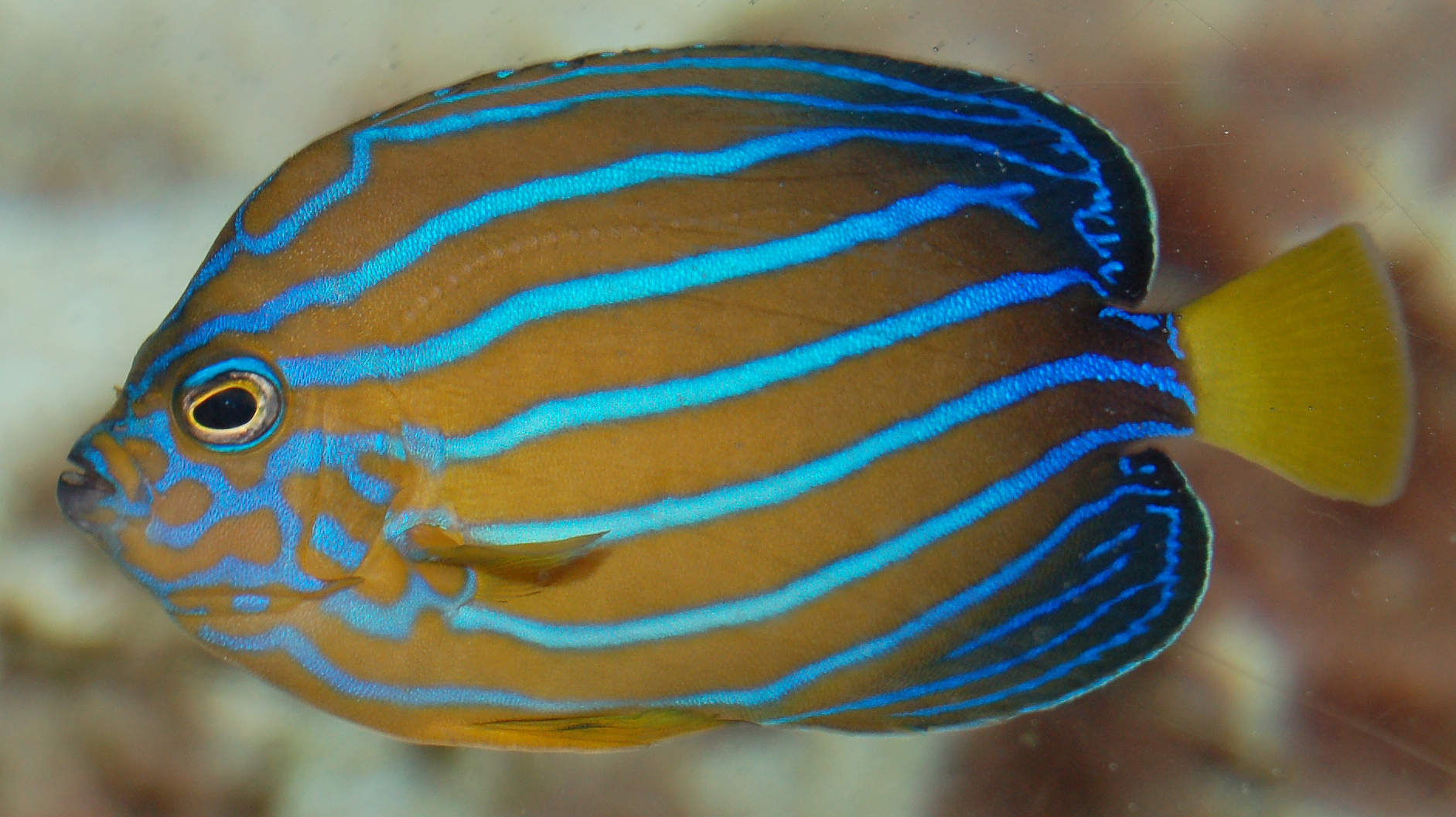
Blaustreifen-Samtkaiserfisch
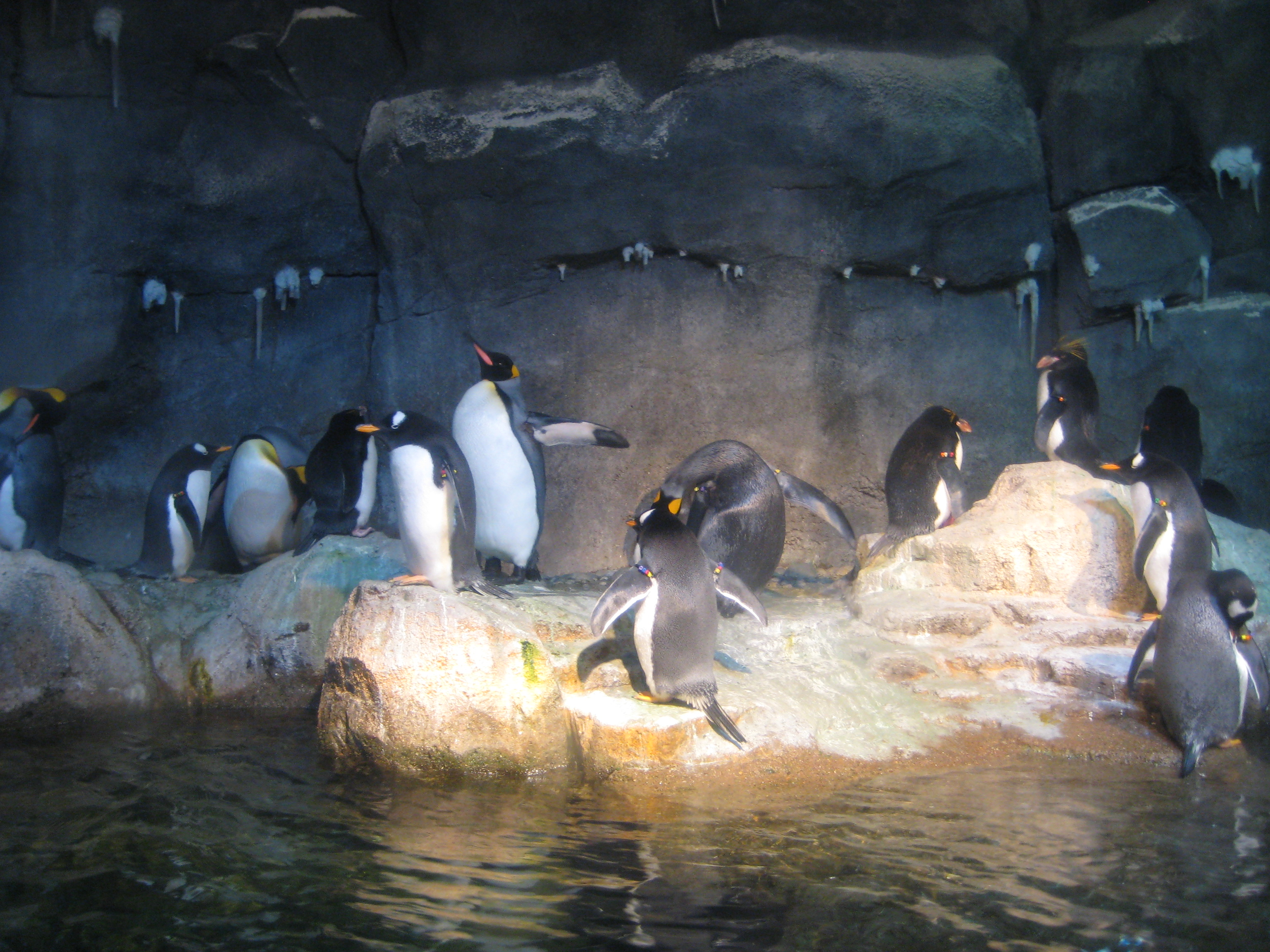
Pinguine

## Tragische Ereignisse
- Ein Tierpfleger im Pittsburgh Zoo wurde 2002 während eines morgendlichen Übungsgangs, den er mit einer Elefantenkuh und ihrem Kalb unternahm, getötet. Die Elefantenkuh war plötzlich stehen geblieben und als der Pfleger versuchte, sie zum Weitergehen zu bewegen, stieß die Elefantenkuh ihn mit dem Kopf zu Boden und erdrückte ihn augenblicklich.[4]
- Im November 2012 stürzte ein zweijähriger Junge, der auf dem Geländer einer über der Freianlage der Afrikanischen Wildhunde (Lycaon pictus) befindlichen Aussichtsplattform saß, plötzlich in die Tiefe. Trotz eines vorhandenen Schutznetzes schlug er auf dem Gehegeboden auf und wurde sofort von der elfköpfigen Hundegruppe angegriffen und getötet. Zwar wurde ein Wildhund erschossen, für das Kind kam jedoch jede Hilfe zu spät. Als erste Maßnahmen wurde die Wildhunde-Anlage für Besucher geschlossen und die Aussichtsplattform abgerissen.[5] Im April 2013 entschied der Zoo, sich von den Afrikanischen Wildhunden gänzlich zu trennen, diese an andere Zoos abzugeben und auch später keine Wildhunde mehr zu halten.[6]